# 自由の日 (南アフリカ)
自由の日 は4月27日に祝われる南アフリカ共和国の国民休日である。
自由を祝い、1994年のこの日に行われたアパルトヘイト後最初の選挙を記念している。
以前のアパルトヘイトの下では、白人でないものは投票権のみを持っていたが、選挙は最初の人種差別なしの国民選挙であり、投票を認められた非市民を含む18歳以上の誰もが人種にかかわらず投票した。
いくつかの団体と社会的運動が、貧困によって未だ自由でないことを悲しんで、自由の日を非自由の日を呼んでいる。 。